# Łucznictwo na Letnich Igrzyskach Olimpijskich 1920 – cel ruchomy, 50 m, drużynowo
Cel ruchomy, 50 m, drużynowo były jedną z konkurencji łuczniczych na Letnich Igrzyskach Olimpijskich 1920. Zawody odbyły się w dniach 4-5 sierpnia. W zawodach uczestniczyło 16 zawodników z 2 państw.

## Wyniki
Każdy zawodnik oddał po 30 strzałów w pierwszym i w drugim dniu zawodów. Maksymalna liczba punktów do zdobycia wynosiła 540 indywidualnie i 4 320 drużynowo.
| Miejsce | Ekipa   | Wyniki | Wyniki | Wyniki | Wyniki | Wyniki | Wyniki | Wyniki | Wyniki | Wyniki       |
| Miejsce | Ekipa   | 1      | 2      | 3      | 4      | 5      | 6      | 7      | 8      | Łączny wynik |
| ------- | ------- | ------ | ------ | ------ | ------ | ------ | ------ | ------ | ------ | ------------ |
| 1       | Belgia  | 404    | 368    | 362    | 361    | 350    | ?      | ?      | ?      | 2701         |
| 2       | Francja | 380    | 365    | 350    | 311    | ?      | ?      | ?      | ?      | 2493         |